# Insulto gratuito

La jerarquía de desacuerdo de Graham sitúa al insulto gratuito (name calling) como la forma más baja de argumento.

Un insulto gratuito (en inglés, name calling) es una forma de abuso verbal en la que se etiqueta con un término, de manera insultante o denigrante, a un individuo o a un grupo. Este fenómeno es estudiado por una variedad de disciplinas académicas como la antropología, psicología infantil y ciencias políticas. Es también estudiado por los retóricos, y una variedad de disciplinas que estudian técnicas de propaganda, sus causas y efectos. La técnica es usada dentro del discurso político, en sistemas escolares (como acoso escolar), o en las redes sociales (como ciberacoso), en un intento de impactar negativamente a su oponente.
El insulto gratuito es un sesgo cognitivo y una técnica para promover la propaganda. Los propagandistas usan la técnica del insulto gratuito para invocar miedo en aquellos expuestos a la propaganda, resultando en la formación de una opinión negativa acerca de una persona, grupo, o una serie de creencias o ideas.
El abuso verbal gratuito no es propiamente un ejemplo de falacia ad hominem abusivo. En la pirámide de desacuerdo de Paul Graham, el insulto gratuito se encuentra por debajo del nivel de la falacia ad hominem, en la parte más baja de la pirámide.